# Partido Liberal de Honduras
El Partido Liberal de Honduras (PLH) es un partido político de carácter centrista y liberal hondureño, Fundado en 1891 por Policarpo Bonilla. El PLH ha compartido un bipartidismo durante todo el Siglo XX y principios del XXI con el Partido Nacional de Honduras.
El PLH ha participado en todas las elecciones democráticas en Honduras al igual que el PNH. Aunque los liberales ganaron las elecciones generales del 2005, no lograron la mayoría absoluta en el Congreso Nacional, pudiendo, a duras penas, lograr la mayoría simple. A partir de 2013 el PLH se convirtió en la tercera fuerza política de Honduras, siendo desplazado por el Partido Libertad y Refundación

## Historia

### Antecedentes
En 1866, bajo el liderazgo del Doctor Celeo Arias, quien fue presidente constitucional en el periodo de 1872 a 1874, un grupo de hondureños fundó como asociación un partido que se denominó "Liga Liberal", cuya meta era la organización del Partido Liberal y con miras a las elecciones generales que se llevarían a cabo en 1887, una vez desaparecido físicamente el Doctor Arias en 1890, el Doctor Policarpo Bonilla reunió con fecha del 17 de enero de 1891, en la ciudad de Tegucigalpa, una convención en la cual se sustituyó el nombre de la asociación por el Partido Liberal de Honduras (PLH). En 1894, Policarpo Bonilla fue nombrado Jefe del gobierno revolucionario y para el año siguiente, fue elegido como primer presidente constitucional de la República de Honduras 
Este partido, sigue la ideología del Abogado Dionisio de Herrera y del Doctor Marco Aurelio Soto a quienes se les ha denominado como organizadores de la república y sin olvidar la filosofía de don Celeo Arias autor de "Mis Ideas", obra que proclama el principio del liberalismo.
El PLH, con David Masso Hernández como su máximo líder, se declara en 1932 un partido de Izquierda democrática, así el PLH mantiene su ideología liberalismo social o Centroizquierda hasta finales del siglo XX.

### Años 80

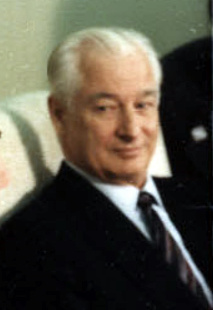
José Simón Azcona del Hoyo gana las elecciones 1985.

A partir de la nueva era democrática implantada en Honduras desde 1982, la Asamblea Nacional emitió una nueva Constitución Política de Honduras y que rige hasta estas fechas. Bajo la misma, se señalan elecciones generales presidenciales en las que el ganador fue el Doctor Roberto Suazo Córdova con contundente y amplia mayoría sobre el candidato conservador. [cita requerida] Su sucesor (1986-1990) fue el ingeniero José Azcona del Hoyo del mismo partido liberal. 
En las próximas elecciones de 1989 el gobierno fue conservador, logrando de nuevo la presidencia en 1994 con la victoria del abogado Carlos Roberto Reina, que de igual forma, continúa el partido en el poder al ganar las elecciones en 1997 el Ingeniero Carlos Roberto Flores Facussé. No sería hasta 2005, cuando el candidato liberal, señor José Manuel Zelaya Rosales, derrota al nacionalista Porfirio "Pepe" Lobo.

### sigloXXI
En el 2008, el presidente Zelaya sorprendió a la escena nacional e internacional al suscribirse al ALBA, iniciativa comercial liderada por Venezuela que, aunque tiene respaldo de la izquierda y ciertos sectores liberales, el Congreso de la República aprueba la suscripción del tratado de adhesión a la iniciativa bolivariana.
El presidente Zelaya fue arrestado por los militares y por el Congreso de Honduras[cita requerida], después expulsado del país en un operativo militar el 28 de junio de 2009. Fue sucedido por Roberto Micheletti.   Si bien el periodo transitorio de Micheletti, ha sido reconocido como gobierno de iure por todos los poderes del estado y las instituciones oficiales hondureñas; todos los organismos de la comunidad internacional OEA, ONU, SICA, ALBA, FMI, Banco Mundial y demás países del mundo lo consideran por unanimidad un mandatario de facto. Zelaya, junto a una gran cantidad de organizaciones populares fundaron un nuevo partido al que se han adherido muchos exmilitantes del Partido Liberal de Honduras, constituyendo una ruptura más en este histórico instituto político.

## Ideología
El partido liberal se ha caracterizado por guiarse por el socioliberalismo, ha promovido el desarrollo económico y el papel del estado en las regulaciones, y por lo general ha tenido una postura de derechas más moderada que su contraparte nacional, donde la mayoría de sus integrantes están posicionados en la centroderecha. 
Aún muchos, sin abandonar sus posturas anticomunistas y el apoyo al libre mercado, han tenido facciones más variopintas que otros partidos de Honduras, siendo muchos de sus miembros de posturas socialdemócratas, tras el golpe de Estado de 2009 promovido por el ala más conservadora del partido y que inicia el éxodo de integrantes liberales más orientados a la socialdemocracia del partido LIBRE.[cita requerida]
Tras este éxodo, en 2010, el partido empieza a tener una crisis de identidad, popularidad, y de prestigio debido a la división entre sus integrantes más conservadores y los de tendencia más izquierdista. 
En la actualidad la mayoría de los integrantes del partido que se posiciona en la derecha está contra de la legalización del aborto, por ejemplo, el cual es sancionado con pena de prisión en Honduras.

## Presidentes liberales
Estando debidamente constituido como Partido Liberal de Honduras, los siguientes miembros de esta institución han fungido como presidentes:  
| Título    | Nombre                          | Período               |
| --------- | ------------------------------- | --------------------- |
| General   | Terencio Esteban Sierra Romero  | 1889-1903             |
| Doctor    | Juan Ángel Arias Boquín         | 1903                  |
| Doctor    | Vicente Mejía Colindres         | 1919, 1929-1933       |
| General   | Rafael Salvador López Gutiérrez | 1920-1924             |
| Doctor    | Ramón Villeda Morales           | 1957-1963             |
| Doctor    | Roberto Suazo Cordova           | 1982-1986             |
| Ingeniero | José Simón Azcona del Hoyo      | 1986-1990             |
| Abogado   | Carlos Roberto Reina Idiáquez   | 1994-1998             |
| Ingeniero | Carlos Roberto Flores Facussé   | 1998-2002             |
| Señor     | José Manuel Zelaya Rosales      | 2006-2009             |
| Señor     | Roberto Micheletti Bain         | (De Facto) 2009-2010. |

## Resultados electorales presidenciales (1981-2021)
| Elección | Candidato             | Votos     | %     | Posición | Diputados |
| -------- | --------------------- | --------- | ----- | -------- | --------- |
| 1981     | Roberto Suazo Córdova | 636,437   | 53.93 | 1.er     | 44/82     |
| 1985     | José Simón Azcona     | 786,771   | 51.01 | 1.er     | 67/134    |
| 1989     | Carlos Flores Facussé | 776,983   | 44.31 | 2.º      | 56/128    |
| 1993     | Carlos Roberto Reina  | 906,793   | 53.01 | 1.er     | 71/128    |
| 1997     | Carlos Flores Facussé | 1,040,403 | 52.66 | 1.er     | 67/128    |
| 2001     | Rafael Pineda Ponce   | 964,590   | 44.26 | 2.º      | 55/128    |
| 2005     | Manuel Zelaya         | 999,006   | 49.90 | 1.er     | 62/128    |
| 2009     | Elvin Santos          | 817,524   | 38.09 | 2.º      | 45/128    |
| 2013     | Mauricio Villeda      | 632,320   | 20.30 | 3.º      | 27/128    |
| 2017     | Luis Zelaya           | 484,187   | 14.74 | 3.º      | 26/128    |
| 2021     | Yani Rosenthal        | 335,762   | 10.00 | 3.º      | 22/128    |
| 2025     | Salvador Nasralla     | -         | -     | -        | -         |

## Consejo Central del Partido
Miembros del Consejo Central Ejecutivo del Partido Liberal de Honduras: 2025
| Cargo                                     | Nombre             |
| ----------------------------------------- | ------------------ |
| Presidente                                | Roberto Contreras  |
| Vicepresidente                            | Erika Urtecho      |
| Secretaría de Finanzas                    | Allan Ramos        |
| Secretaría General                        | Alexander López    |
| Secretaría de Organización                | Aixa Zelaya        |
| Secretaría de Formación Política          | Francisco Sibrián  |
| Secretaría de Relaciones Internacionales  | Eddy Ordoñez       |
| Secretaría de Promoción Institucional     | Fiorella Rodriguez |
| Secretaría de Unión Centroamericana       | Moisés Cárcamo     |
| Secretaría de Defensa del Medio Ambiente  | Jaqueline Moncada  |
| Secretaría de la Juventud                 | Manuel Andino      |
| Secretaría de la Mujer                    | Rosa Indira        |
| Secretaría de Participación Ciudadana     | Eduardo Martell    |
| Secretaría de Comunicaciones y Tecnología | Francisco Avila    |
| Miembro Suplente                          | Lucy Salgado       |
| Miembro Suplente                          | Yeny Canales       |
| Miembro Suplente                          | Francisco Quiroz   |
| Miembro Suplente                          | Rayan Dagher       |
| Miembro Suplente                          | Octavio Espinoza   |